# Харалд Турнер
Харалд Турнер (Лојн, 8. октобар 1891 — Београд, 9. март 1947) је био немачки СС бригадни вођа, државни саветник и шеф Управног штаба војног заповедника Србије у Другом светском рату од 1941. године до 1943. године. Био је члан Нацистичке партије од 1930. године. У Београд ја дошао из Румуније на место шефа Управног штаба. После рата је осуђен на смрт због ратних злочина.

## Напомена
- Садржај чланка је преузет из публикације Места страдања и антифашистичке борбе у Београду 1941–44. објављене под Creative Commons лиценцом.